# Ромео и Джульетта (Чайковский)
«Ромео и Джульетта» — увертюра-фантазия Петра Ильича Чайковского, по мотивам одноимённой трагедии Уильяма Шекспира. Произведение посвящено М.А. Балакиреву.
Увертюра «Ромео и Джульетта» написана Чайковским по совету М.А. Балакирева (драматургию и структуру композиторы обсуждали во взаимной переписке 1869 года). Первая редакция увертюры написана осенью 1869 года. Вторая редакция датирована 1870 годом. Окончательная версия увертюры была сделана Чайковским в 1880 году. В этом виде впервые «Ромео и Джульетта» была исполнена в Тифлисе, в 1886 году, под управлением М. М. Ипполитова -Иванова.

## Состав оркестра
Деревянные духовые
Флейта пикколо
2 флейты
2 гобоя
Английский рожок
2 кларнета (A)
2 фагота
Медные духовые
4 валторны (F)
2 трубы (E)
3 тромбона
Туба
Ударные
Литавры
Тарелки
Большой барабан
Струнные щипковые
Арфа
Струнные
I и II скрипки
Альты
Виолончели
Контрабасы

## Строение
Andante non tanto quasi Moderato — Allegro — Molto meno mosso — Allegro giusto — Moderato assai

## Постановки
1. 1939 — балетмейстер Д. Харангозо. Исполнители: Джульетта — И. Вера; Ромео — З. Шалаи. Венгерский оперный театр
2. 1942 — балетмейстер Серж Лифарь. Исполнители: Джульетта — Л. Черина; Ромео — Серж Лифарь, Париж
3. 1943 — балетмейстер Энтони Тюдор, Нью-Йорк
4. 1944 — балетмейстер Леонид Якобсон. Театр им. Кирова, спектакль Ленинградского хореографического училища. Художник Т. Г. Бруни. Исполнители: Джульетта — Н. А. Петрова, Ромео — В. Д. Ухов, Тибальд — Ю. Я. Дружанин.
5. 1948 — «Веронская трагедия», балетмейстер Ж. Скибин, Le Grand Ballet du Marquis de Cuevas[фр.][1]. Исполнители: Джульетта — Э. Пагава; Ромео — Ж. Скибин. Художник: А. Дельфо.
6. 1949 — балетмейстер Серж Лифарь, возобновление — Гранд Опера. Исполнители: Джульетта — Иветт Шовире, Ромео — А. Калюжный. Художник: Мулен.
7. 1950 — балетмейстер Б. Бартолин, Датский королевский балет. Исполнители: Джульетта — Иветт Шовире, Ромео — М. Вангсо, Ромео — Э. Брун.
8. 1971 — балетмейстер Никита Долгушин. Художник: М. С. Щеглов. Джульетта — В. С. Муханова, Ромео — Никита Долгушин.
9. 1986 — балетмейстер Наталья Рыженко, Одесский театр оперы и балета